# Horst-Dieter Höttges
Horst-Dieter Höttges (Mönchengladbach, el 10 de setembre de 1943) és un exfutbolista alemany.
Fou internacional amb Alemanya Federal i disputà els Mundials de 1966, 1970 i 1974.